# Julio César Cortés
Julio César Cortés Lagos (Montevideo, 1941. március 29. – 2025. július 24.) válogatott uruguayi labdarúgó, edző.
Az uruguayi válogatott tagjaként részt vett az 1962-es és az 1966-os és az 1970-es világbajnokságon.

## Sikerei, díjai

### Játékosként
Peñarol
- Uruguayi bajnok (4): 1958, 1959, 1967, 1968
- Copa Libertadores (1): 1966
- Interkontinentális kupa (1): 1966
- Interkontinentális bajnokok szuperkupája (1): 1969

### Edzőként
Suchitepéquez
- Guatemalai bajnok (1): 1983

Juventud Retalteca
- Guatemalai kupa (1): 1985

Guatemala
- Copa Centroamericana (1): 2001

Deportivo Jalapa
- Guatemalai kupa (1): 2005